# Baia di Mikkelsen
La baia di Mikkelsen è una baia, larga circa 28,5 km e lunga 18,5 situata davanti alla costa di Fallières, nella parte sud-occidentale della Terra di Graham, in Antartide. L'entrata della baia è delimitata a sud-ovest da capo Berteaux, che la separa dalla baia di Wordie, e a nord-est dalla ghiaccio pedemontano Bertrand, che la separa dalla baia di Rymill.
Nelle acque della baia sono situate diversi isolotti e in essa, o comunque delle cale situate sulla sua costa, si gettano diversi ghiacciai, tra cui il ghiacciaio Clarke.

## Storia
La baia di Mikkelsen fu scoperta nel 1909 durante la seconda spedizione antartica francese al comando di Jean-Baptiste Charcot, il quale tuttavia non la riconobbe come tale. Essa rimase quindi senza nome fino a quando non fu nuovamente avvistata nel corso della spedizione britannica nella Terra di Graham, condotta dal 1934 al 1937 al comando da John Rymill, dai cui membri fu così battezzata in onore del noto esploratore artico danese Ejnar Mikkelsen.